# Pierce Brosnan

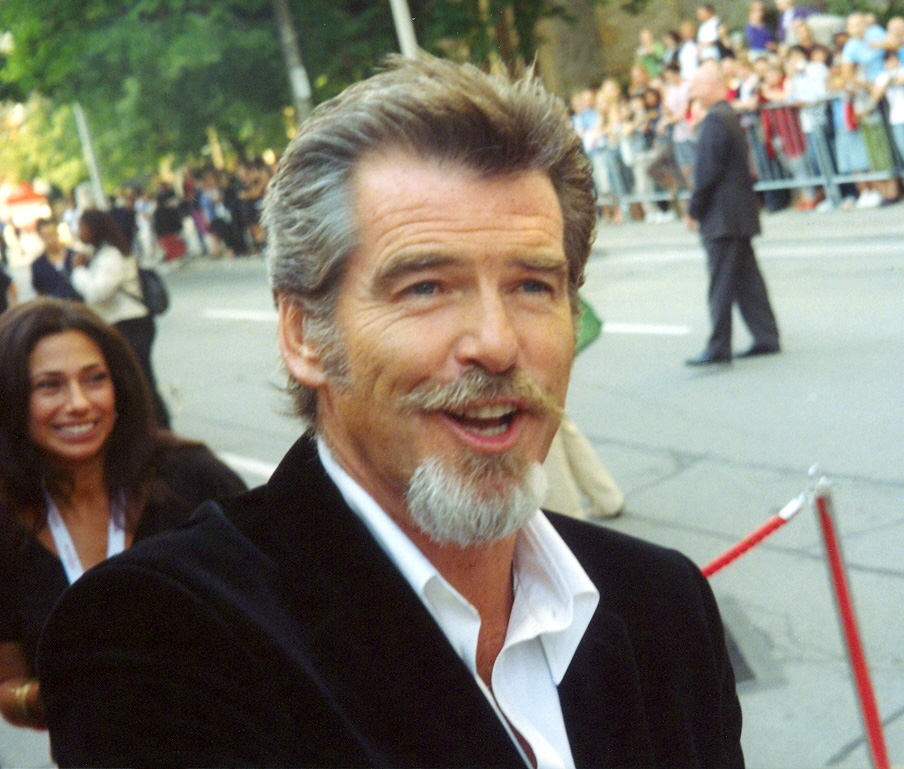
Pierce Brosnan 2005.

Pierce Brendan Brosnan, född 16 maj 1953 i Drogheda, County Louth, är en irländsk skådespelare.
Brosnan är framförallt känd för sin roll som James Bond i fyra filmer mellan 1995 och 2002, en roll han hade blivit erbjuden flera gånger tidigare, men inte kunnat få eftersom han fortfarande hade kontrakt att göra fler avsnitt av den amerikanska tv-serien Remington Steele som var mycket populär på 1980-talet.

## Biografi
Brosnan föddes i Drogheda i grevskapet Louth i nordöstra Irland, men växte upp i staden Navan i County Meath. Han är son till May (f Smith) och Thomas Brosnan.
Han var gift med den australiska skådespelerskan Cassandra Harris från 1980 fram till 1991, då hon avled i cancer. År 2001 gifte han om sig med Keely Shaye Smith.

## Filmografi (i urval)
| År        | Titel                                           | Info      |
| --------- | ----------------------------------------------- | --------- |
| 1979      | Murphy's stroke                                 |           |
| 1979      | Den blodiga långfredagen                        |           |
| 1981      | The Manions of America                          |           |
| 1982–1987 | Remington Steele                                | TV-serie  |
| 1987      | Det fjärde protokollet                          |           |
| 1988      | Noble House                                     |           |
| 1988      | Bedragarna                                      |           |
| 1989      | Med höga odds                                   |           |
| 1989      | Jorden runt på 80 dagar                         | Miniserie |
| 1990      | Mister Johnson                                  |           |
| 1992      | Blind terror                                    |           |
| 1992      | Gräsklipparmannen                               |           |
| 1993      | Mördande raseri                                 |           |
| 1993      | Dödens tåg                                      |           |
| 1993      | Priset för fred                                 |           |
| 1993      | Välkommen Mrs. Doubtfire                        |           |
| 1994      | Love Affair                                     |           |
| 1995      | Night Watch                                     |           |
| 1995      | Goldeneye                                       |           |
| 1996      | Kärlekens båda ansikten                         |           |
| 1996      | Mars Attacks!                                   |           |
| 1997      | Robinson Crusoe                                 |           |
| 1997      | The Disappearance of Kevin Johnson              |           |
| 1997      | Dante's Peak                                    |           |
| 1997      | Tomorrow Never Dies                             |           |
| 1998      | Irländska hjärtan                               |           |
| 1998      | Det magiska svärdet - kampen om Camelot         |           |
| 1999      | Världen räcker inte till                        |           |
| 1999      | Grey Owl                                        |           |
| 1999      | Äventyraren Thomas Crown                        |           |
| 2001      | Skräddaren i Panama                             |           |
| 2002      | Die Another Day                                 |           |
| 2002      | Evelyn                                          |           |
| 2003      | James Bond 007: Everything or Nothing           |           |
| 2004      | After the Sunset                                |           |
| 2004      | Laws of Attraction                              |           |
| 2005      | Matador                                         |           |
| 2006      | Seraphim Falls                                  |           |
| 2007      | Desperate Hours                                 |           |
| 2008      | Mamma Mia!                                      |           |
| 2009      | The Greatest                                    |           |
| 2009      | Vanilla Gorilla                                 |           |
| 2010      | Remember Me                                     |           |
| 2010      | Percy Jackson och kampen om åskviggen           |           |
| 2010      | The Ghost Writer                                |           |
| 2011      | I Don't Know How She Does It                    |           |
| 2011      | Salvation Boulevard                             |           |
| 2011      | Bag of Bones                                    |           |
| 2012      | Bröllop i Italien                               |           |
| 2013      | The World's End                                 |           |
| 2013      | The Love Punch                                  |           |
| 2014      | A Long Way Down                                 |           |
| 2014      | The November Man                                |           |
| 2014      | Den engelska romantikern                        |           |
| 2015      | No Escape                                       |           |
| 2015      | Survivor                                        |           |
| 2017      | The Foreigner                                   |           |
| 2018      | Mamma Mia! Here We Go Again                     |           |
| 2020      | Eurovision Song Contest: The Story of Fire Saga |           |
| 2021      | Askungen                                        |           |
| 2022      | Black Adam                                      |           |